# Austrachipteria breviseta
Austrachipteria breviseta är en kvalsterart som först beskrevs av J. och P. Balogh 1983.  Austrachipteria breviseta ingår i släktet Austrachipteria och familjen Austrachipteriidae. Inga underarter finns listade.